# Banza parvula
Banza parvula är en insektsart som först beskrevs av Walker, F. 1869.  Banza parvula ingår i släktet Banza och familjen vårtbitare. Inga underarter finns listade i Catalogue of Life.